# Tour d'Espagne 1991
La 46e édition du Tour d'Espagne s'est déroulée du 29 avril au 19 mai 1991, entre Merida et Madrid. Elle a été remportée par Melchor Mauri à une vitesse moyenne de 38,797 km/h. Elle comptait 21 étapes et 3 213 km.
Melchor Mauri eut pour principal adversaire Miguel Indurain, le futur maître du Tour de France. Le podium est complété par Marino Lejarreta.

## Équipes participantes
- Gatorade-Chateau d'AX
- Buckler
- Banesto
- Carrera
- Clas-Cajastur
- PDM-GIN MG
- Amaya-Seguros
- Panasonic-Sportlife
- Artiach-Royal
- Seur
- Lotus
- Paternina-Don Zoilo
- Telekom
- Tulip Computer
- TVM-Sanyo
- Kelme-Cam
- Puertas Mavisas
- ONCE
- Wigarma
- R.M.O.
- Ryalcao-Postobón
- Sicasal-Acral

## Classement général
|     | Cycliste             | Pays     | Équipe        |    | Temps            |
| --- | -------------------- | -------- | ------------- | -- | ---------------- |
| 1.  | Melchor Mauri        | Espagne  | Once          | en | 82 h 48 min 07 s |
| 2.  | Miguel Indurain      | Espagne  | Banesto       | +  | 2 min 52 s       |
| 3.  | Marino Lejarreta     | Espagne  | Once          |    | 3 min 11 s       |
| 4.  | Federico Echave      | Espagne  | CLAS-Cajastur |    | 3 min 54 s       |
| 5.  | Fabio Parra          | Colombie | Amaya Seguros |    | 5 min 38 s       |
| 6.  | Pello Ruiz Cabestany | Espagne  | CLAS-Cajastur |    | 6 min 50 s       |
| 7.  | Raúl Alcalá          | Mexique  | PDM           |    | 6 min 57 s       |
| 8.  | Piotr Ugrumov        | Lettonie | Seur          |    | 10 min 43 s      |
| 9.  | Steven Rooks         | Pays-Bas | Buckler       |    | 12 min 09 s      |
| 10. | Oliverio Rincón      | Colombie | Kelme         |    | 12 min 11 s      |

## Étapes
| N°  | Date     | Villes étapes                                      | Vainqueur d'étape             | Leader du classement général |
| 1re | 29 avril | Merida /                                           | Melchor Mauri Espagne         | Melchor Mauri Espagne        |
| 2ea | 30 avril | Merida - Caceres                                   | Michel Zanoli Pays-Bas        | Anselmo Fuerte Espagne       |
| 2eb | 30 avril | Montijo - Badajoz                                  | ONCE Espagne                  | Anselmo Fuerte Espagne       |
| 3e  | 1er mai  | Badajoz - Expo 92                                  | Jesper Skibby Danemark        | Herminio Díaz Zabala Espagne |
| 4e  | 2 mai    | Expo 92 - Jaén                                     | Jesús Cruz Martín Espagne     | Melchor Mauri Espagne        |
| 5e  | 3 mai    | Linares - Albacete                                 | Uwe Raab Allemagne            | Melchor Mauri Espagne        |
| 6e  | 4 mai    | Albacete - Valence                                 | Jean-Paul van Poppel Pays-Bas | Melchor Mauri Espagne        |
| 7e  | 5 mai    | Majorque - Majorque                                | Jesper Skibby Danemark        | Melchor Mauri Espagne        |
| 8e  | 6 mai    | Cala d'Or - Cala D'or                              | Melchor Mauri Espagne         | Melchor Mauri Espagne        |
| 9e  | 7 mai    | Sant Cugat - Lloret de Mar                         | Jean-Paul van Poppel Pays-Bas | Melchor Mauri Espagne        |
| 10e | 8 mai    | Lloret de Mar - Andorre                            | Guido Bontempi Italie         | Melchor Mauri Espagne        |
| 11e | 9 mai    | Andorre - Pla de Beret                             | Annulée                       | Melchor Mauri Espagne        |
| 12e | 10 mai   | Bossòst - Cerler                                   | Ivan Ivanov Union soviétique  | Melchor Mauri Espagne        |
| 13e | 11 mai   | Benasque - Saragosse                               | Jean-Paul van Poppel Pays-Bas | Melchor Mauri Espagne        |
| 14e | 12 mai   | Ezcaray - Valdezcaray                              | Fabio Parra Colombie          | Melchor Mauri Espagne        |
| 15e | 13 mai   | Santo Domingo - Santander                          | Guido Bontempi Italie         | Melchor Mauri Espagne        |
| 16e | 14 mai   | Santander - Lacs de Covadonga                      | Luis Herrera Colombie         | Melchor Mauri Espagne        |
| 17e | 15 mai   | Cangas de Onís - Monte Naranco                     | Laudelino Cubino Espagne      | Melchor Mauri Espagne        |
| 18e | 16 mai   | León - Valladolid                                  | Antonio Miguel Díaz Espagne   | Melchor Mauri Espagne        |
| 19e | 17 mai   | Valladolid - Valladolid                            | Melchor Mauri Espagne         | Melchor Mauri Espagne        |
| 20e | 18 mai   | Palazuelos de Eresma (Distilleries DYC (es)) - DYC | Jesús Montoya Espagne         | Melchor Mauri Espagne        |
| 21e | 19 mai   | Collado Villalba - Madrid                          | Jean-Paul van Poppel Pays-Bas | Melchor Mauri Espagne        |

## Classements annexes
| Classement par points     | Uwe Raab Allemagne 169 pts    |
| Grand Prix de la Montagne | Luis Herrera Colombie 157 pts |
| Sprint                    | Miguel Ángel Iglesias Espagne |
| Sprints spéciaux          | Acácio da Silva Portugal      |
| Meilleur Jeune            | Oliverio Rincón Colombie      |
| Combiné                   | Federico Echave Espagne       |
| Meilleure Équipe          | ONCE Espagne                  |

## Liste des coureurs
| Gatorade Chateau d'Ax | Banesto | Buckler |
| - 1 Marco Giovannetti (Ita) - 2 Giovanni Fidanza (Ita) - 3 Mario Kummer (All) - 4 Alberto Volpi (Ita) - 5 Jan Schur (All) - 6 Valerio Tebaldi (Ita) - 7 Mario Scirea (Ita) - 8 Mauro-Antonio Santaromita (Ita) - 9 Mario Manzoni (Ita)                                                                                               | - 11 Miguel Indurain (Esp) - 12 Julian Gorospe (Esp) - 13 Fabrice Philipot (Fra) - 14 Jesús Rodríguez Magro (Esp) - 15 Marino Alonso (Esp) - 16 Abelardo Rondón (Col) - 17 Jokin Mujika (Esp) - 18 José Ramón Uriarte (Esp) - 19 José Luis Santamaría (es) (Esp)                                   | - 21 Jelle Nijdam (PB) - 22 Steven Rooks (PB) - 23 Eric Vanderaerden (Bel) - 24 Peter Winnen (PB) - 25 Gerrit De Vries (PB) - 26 Patrick Robeet (Bel) - 27 Dave Rayner (en) (GB) - 28 Twan Poels (PB) - 29 Mario De Clercq (Bel)                                   |
| Carrera Jeans | Clas Cajastur | Festina Lotus |
| - 31 Guido Bontempi (Ita) - 32 Erich Maechler (Sui) - 33 Flavio Giupponi (Ita) - 34 Maximilian Sciandri (Ita) - 35 Vladimir Poulnikov (URS) - 36 Mario Chiesa (Ita) - 37 Jure Pavlič (You) - 38 Felice Puttini (Sui) - 39 Christian Henn (All)                                                                                       | - 41 Federico Echave (Esp) - 42 Iñaki Gastón (Esp) - 43 Pello Ruiz Cabestany (Esp) - 44 Alberto Leanizbarrutia (Esp) - 45 Arsenio González (Esp) - 46 Francisco Javier Mauleón (Esp) - 47 Manuel Jorge Domínguez (Esp) - 48 Ángel Camarillo (Esp) - 49 Víctor Gonzalo (es) (Esp)                   | - 51 Yuri Manuylov (URS) - 52 Acacio Da Silva (Por) - 53 Jesús Blanco Villar (Esp) - 54 Roberto Torres (Esp) - 55 Romes Gainetdinov (URS) - 56 Carlos Hernández Bailo (Esp) - 57 Juan Tomás Martínez (es) (Esp) - 58 Mathieu Hermans (PB) - 59 Luc Suykerbuyk (PB) |
| Panasonic | Paternina | PDM |
| - 61 Eddy Planckaert (Bel) - 62 Eric Van Lancker (Bel) - 63 Marc Van Orsouw (PB) - 64 Olaf Ludwig (All) - 65 Louis de Koning (PB) - 66 Marco Zen (Ita) - 67 Eddy Bouwmans (PB) - 68 Henk Lubberding (PB) - 69 Jacques Hanegraaf (PB)                                                                                                 | - 71 Xabier Carbayeda (es) (Esp) - 72 Enrique Aja (Esp) - 73 Dick Dekker (PB) - 74 René Beuker (nl) (PB) - 75 José Luis Laguía (Esp) - 76 Iñaki Murua (eu) (Esp) - 77 Fernando Carvalho (en) (Por) - 78 Alfonso Gutiérrez (Esp) - 79 Bernardo Mazón (Esp)                                          | - 81 Raul Alcala (Mex) - 82 Uwe Raab (All) - 83 Tom Cordes (PB) - 84 John Talen (PB) - 85 Jean-Paul Van Poppel (PB) - 86 John van den Akker (PB) - 87 John Vos (d) (PB) - 88 Gert Jakobs (PB) - 89 Thomas Dürst (All)                                              |
| Telekom | Tulip Computers | TVM |
| - 91 Udo Bölts (All) - 92 Darius Kaiser (All) - 93 Carsten Wolf (All) - 94 Marcel Arntz (nl) (PB) - 95 Bernd Gröne (All) - 96 Markus Schleicher (de) (All) - 97 Erwin Nijboer (PB) - 98 Urs Freuler (Sui) - 99 Dean Woods (Aus) | - 101 Adrie van der Poel (PB) - 102 Luc Roosen (Bel) - 103 Adrie Kools (d) (PB) - 104 Rudy Rogiers (Bel) - 105 Jim Van De Laer (Bel) - 106 Rudy Patry (Bel) - 107 Olaf Jentzsch (All) - 108 Michel Zanoli (PB) - 109 Peter Pieters (PB)                                                            | - 111 Dimitri Konyshev (URS) - 112 Vassili Jdanov (URS) - 113 Jesper Skibby (Dan) - 114 Jan Siemons (PB) - 115 Jörg Müller (Sui) - 116 Scott Sunderland (Aus) - 117 Sergei Uslamin (URS) - 118 Thomas Barth (All) - 119 Maarten Ducrot (PB)                        |
| Amaya Seguros | Artiach Royal | Kelme |
| - 121 Laudelino Cubino (Esp) - 122 Fabio Parra (Col) - 123 Jesús Montoya (Esp) - 124 Javier Murguialday (Esp) - 125 Juan Romero (es) (Esp) - 126 Roland Le Clerc (Fra) - 127 Patrice Esnault (Fra) - 128 Per Pedersen (Dan) - 129 Francisco Antequera (Esp)                                                                          | - 131 Joaquim Llach (ca) (Esp) - 132 Mariano Sánchez (Esp) - 133 Vicente Ridaura (Esp) - 134 Juan Carlos Arribas (es) (Esp) - 135 Américo Neves Da Silva (Por) - 136 Carmelo Miranda (Esp) - 137 José Antonio Sánchez (es) (Esp) - 138 Manuel Ángel Antón (es) (Esp) - 139 Eduardo Ruiz (es) (Esp) | - 141 Oliverio Rincón (Col) - 142 Néstor Mora (Col) - 143 Hernán Buenahora (Col) - 144 Martín Farfán (Col) - 145 Pedro Saúl Morales (Col) - 146 Ramón Rota (ca) (Esp) - 147 Francisco Cabello (Esp) - 148 Antonio Miguel Díaz (Esp) - 149 Assiat Saitov (URS)      |
| Puertas Maviva | Once | Seur |
| - 151 Miguel Ángel Iglesias (Esp) - 152 Juan Carlos González Salvador (Esp) - 153 Jesús Rodríguez Rodríguez (es) (Esp) - 154 Manuel Guijarro (es) (Esp) - 155 José Pedrero (ca) (Esp) - 156 José Luis Morán (es) (Esp) - 157 Fernando Martínez de Guereñu (Esp) - 158 Rafael Lorenzana (es) (Esp) - 159 Juan Francisco Guillén (Esp) | - 161 Anselmo Fuerte (Esp) - 162 Marino Lejarreta (Esp) - 163 Eduardo Chozas (Esp) - 164 Herminio Díaz Zabala (Esp) - 165 Luis María Díaz de Otazu (es) (Esp) - 166 Santos Hernández (Esp) - 167 Melchor Mauri (Esp) - 168 José Luis Villanueva (Esp) - 169 Johnny Weltz (Dan)                     | - 171 Pablo Moreno (Esp) - 172 Malcolm Elliott (GB) - 173 Peter Hilse (All) - 174 Jon Unzaga (Esp) - 175 Viktor Klimov (URS) - 176 Piotr Ugrumov (URS) - 177 Ivan Ivanov (URS) - 178 José Luis Rodríguez García (Esp) - 179 José Salvador Sanchis (Esp)            |
| Wigarma | RMO | Ryalcao Postobon |
| - 181 Roberto Cordoba (Esp) - 182 José Luis Navarro (Esp) - 183 Jesús Cruz Martín (Esp) - 184 Antonio Esparza (Esp) - 185 Angel José Sarrapio (Esp) - 186 José Enrique Carrera (Esp) - 187 Juan José Martínez Fernández (es) (Esp) - 188 José Andrés Ripoll (Esp) - 189 Francisco Ochaíta (Esp)                                      | - 191 Pascal Lino (Fra) - 192 Thierry Claveyrolat (Fra) - 193 Christophe Manin (Fra) - 194 Frédéric Brun (Fra) - 195 Jean-Philippe Dojwa (Fra) - 196 Dante Rezze (Fra) - 197 Mauro Ribeiro (Bré) - 198 Marcel Wüst (All) - 199 Jean-Luc Jonrond (Fra)                                              | - 201 Álvaro Mejía (Col) - 202 Óscar de Jesús Vargas (Col) - 203 William Palacio (Col) - 204 Carlos Mario Jaramillo (Col) - 205 Luis Herrera (Col) - 206 Gerardo Moncada (Col) - 207 Álvaro Sierra (Col) - 208 Omar Hernández (Col) - 209 Henry Cárdenas (Col)     |
| Sisacal Acral | | |
| - 211 António Pinto (d) (Por) - 212 Edgar Corredor (Col) - 213 Jorge Manuel Silva (pt) (Por) - 214 Cássio Freitas (Bré) - 215 Pablo Rincón (Col) - 216 Paulo Pinto (Por) - 217 Carlos Araujo (Ang) - 218 Serafim Vieira (en) (Por) - 219 Fernando Mota (d) (Por)                                                                     | | |